# F. Gary Gray
Felix Gary Gray (New York, 17 juli 1969) is een Amerikaanse videoclip- en filmregisseur. Hij bracht in 1995 zijn eerste avondvullende film Friday uit, met onder anderen rapper Ice Cube in de hoofdrol. Gray maakte voor hem ook verschillende muziekclips, evenals voor onder meer OutKast, Dr. Dre, TLC en Cypress Hill.
Ice Cube was de eerste, maar niet de laatste rapper die Gray zowel in een videoclip als voor het witte doek filmde. Zo speelde Queen Latifah in zijn film Set It Off en André Benjamin in Be Cool. In 2019 kreeg Gray een ster op de Hollywood Walk of Fame.
Gray is een neef van acteur Phill Lewis.

## Filmografie
- Lift (2024)
- Men in Black: International (2019)
- The Fate of the Furious (2017)
- Straight Outta Compton (2015, tevens producent)
- Law Abiding Citizen (2009)
- Be Cool (2005, tevens producent)
- The Italian Job (2003)
- A Man Apart (2003, tevens producent)
- The Negotiator (1998)
- Set It Off (1996, tevens producent)
- Friday (1995)

## Videoclips
- Rick Ross - Super High (2010)
- Jay-Z - Show Me What You Got (2006)
- Drag-On - Bang Bang Boom (2004)
- Cypress Hill - When The Ship Goes Down (2001)
- Cypress Hill - I Ain't Goin' Out Like That (2001)
- Babyface - How Come, How Long (2001)
- OutKast - Ms. Jackson (2000)
- R. Kelly - If I Could Turn Back the Hands of Time (1999)
- TLC - Diggin' On You (1995)
- TLC - Waterfalls (1995)
- Dr. Dre - Keep Their Heads Ringin (1995)
- Queen Latifah - Black Hand Side (1994)
- OutKast - Southernplayalisticadillacmuzik (1994)
- Dr. Dre & Ice Cube - Natural Born Killaz (1994)
- Ice Cube - It Was a Good Day (1992)